# Боја ноћи
Боја ноћи (енгл. Color of Night) је еротски трилер филм из 1994. који је режирао Ричард Раш. Главне улоге играју Брус Вилис и Џејн Марч.

## Радња
Овај филм је еротски трилер. Брус Вилис у овом филму глуми њујоршког психијатра далтонисту Била Капу. Након што је једна његова пацијенткиња извршила самоубиство на његове очи, скочивши кроз прозор његове канцеларије, Капа одлази у Лос Анђелес код свог пријатеља и колеге психотерапеута Боба Мура. Међутим, неколико дана касније, Мур је убијен под мистериозним околностима. Тако Капа стицајем околности бива увучен у убиство. Пошто је убица сигурно неко из групе пацијената који су долазили на терапије његовог колеге, он их преузима, да би открио убицу. Све постаје још тајанственије, када започиње вазу са заводљивом Роуз (Џејн Марч), са њом доживљава страсну везу...

## Улоге
- Брус Вилис – др. Бил Капа
- Џејн Марч – Роуз
- Рубен Бладес – поручник Хектор Мартинез
- Лесли Ен Ворен – Сондра Дорио
- Скот Бакула – др. Боб Мур
- Бред Дориф – Кларк

## Датуми премијера[1]
| држава               | датум               |
| -------------------- | ------------------- |
| САД                  | 19. август 1994.    |
| Уједињено Краљевство | 9. септембар 1994.  |
| Јужна Кореја         | 17. септембар 1994. |
| Француска            | 28. септембар 1994. |
| Холандија            | 29. септембар 1994. |
| Филипини             | 7. децембар 1994.   |
| Аргентина            | 15. децембар 1994.  |
| Шведска              | 16. децембар 1994.  |
| Шпанија              | 20. јануар 1995.    |
| Немачка              | 23. фебруар 1995.   |
| Пољска               | 7. април 1995.      |
| Финска               | 26. мај 1995.       |

## Критике
Овај филм је био комерцијални промашај и добитник "Златне малине" као најгори филм 1994. године, повративши једва половину буџета у биоскопима, иако је био један у низу еротских трилера који су били веома популарни крајем осамдесетих и почетком деведесетих година прошлог века и као и други филмови из тог жанра окарактерисан је као „грозоморан“ и „бизаран“ у „Гласу јавности“. Углавном, пар критика се слаже да је додатни публицитет овом филму омогућила обнаженост тада већ популарног глумца Бруса Вилиса, као и слободне сцене секса са партнерком Џејн Марч. Упркос неуспеху у биоскопима, филм је касније остварио значајан успех на видео тржишту, такође и у нашој земљи. На ДВД-у је издат и у продуженој верзији, која укључује и сцене које су биле цензурисане у биоскопској верзији.